# Galar (statek)

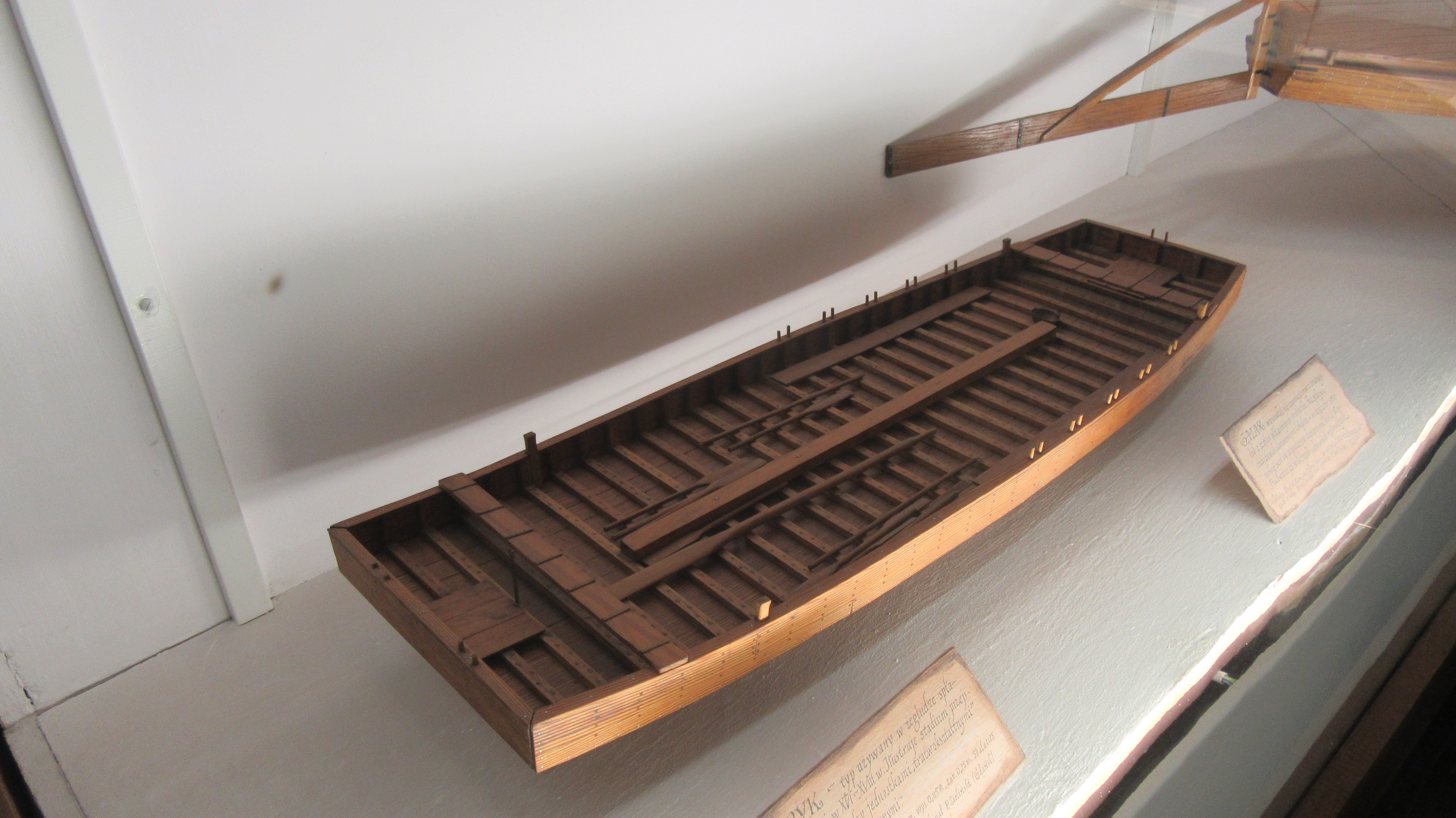
Model galara – Muzeum Morskie w Gdańsku

Galar – dawny polski rzeczny, płaskodenny, bezpokładowy statek wiosłowy używany do jednorazowego transportu towarów w dół rzeki. Szczególnie rozpowszechniony był w XVIII wieku, ale jeszcze Wincenty Pol w swojej pracy pt. „Rzut oka na północne stoki Karpat” (1851) pisał: Od Krakowa na Wiśle, a od Jarosławia na Sanie chodzą galary, szkuty, dubasy i berlinki (...). Pomiędzy galarami rozróżniają jeszcze mniejsze krakowskie i większe ulanowskie galary.
Galar był drewnianym płaskodennym statkiem wiosłowy w postaci czworobocznej, od góry otwartej płaskiej skrzyni, dziób i rufa lekko wzniesione. Na rufie znajdował się ster umocowany sworzniem do budy szyprowskiej. Załogę stanowiło 6–8 flisaków, z których jeden obsługiwał ster, a pozostali wiosła. Przy pełnym załadunku wystawał ponad wodę zaledwie kilkanaście centymetrów. Dzięki płaskiemu dnu miał niewielkie zanurzenie. Pozwalało to łatwiej pokonywać rzeczne mielizny. Ładowność wynosiła do 30 łasztów (70–75 ton).
Podobne statki pływały i na innych polskich rzekach. Jak podawał wspomniany W. Pol w połowie XIX w., galary ...używane na Dniestrze są z desek i grubych szwali zbite, mają 48 stóp długości, 18 szerokości, na 3 stopy wysoką burtnicę, a w ładunku 100-125 cetn. (tj. ok. 5 – 6,5 tony).
Galary były w większości statkami do jednorazowego użytku: ze względu na nieopłacalność powrotu jednostek kilkaset kilometrów pod prąd po przybyciu do Gdańska statki te często były sprzedawane tam na drewno. Wspomniany W. Pol, przedstawiając sytuację spławu m.in. na rzekach dorzecza Wisły, panującą ok. połowy XIX w., pisał bowiem: Tratwy opłacają się bardzo, lecz mniej opłacają się galary, na których wystawienie wiele dobrego budulcu wychodzi, a do tego znaczny koszt się ponosi w gotowiźnie, który, gdy go za każdą razą na nowo ponosić przychodzi, zysk znacznie zmniejsza.